# 인식표

카틴 학살 당시 소련에 의해 살해된 폴란드군 장교 인식표, 하르키프의 집단 무덤에서 하르키우

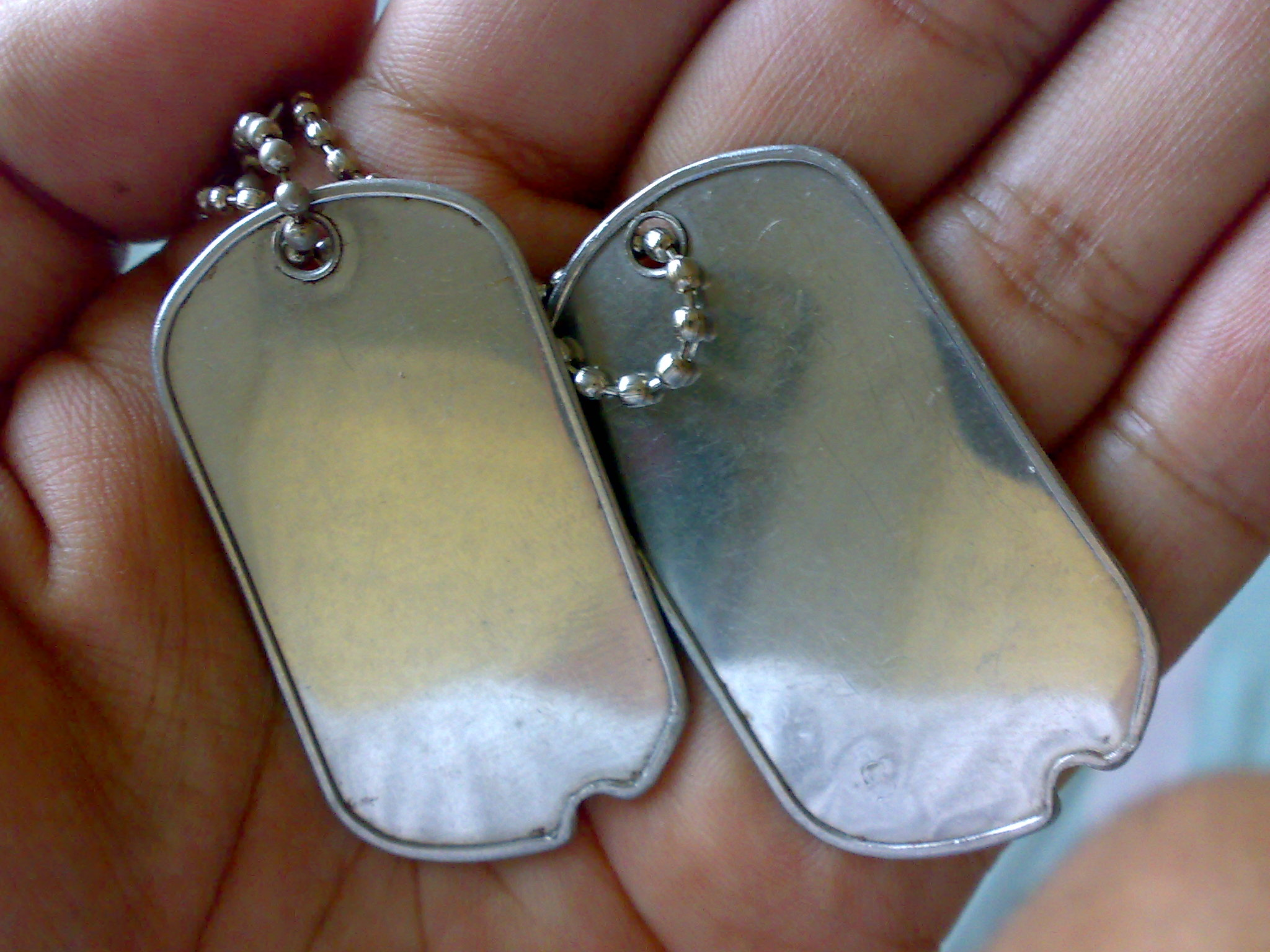
인식표

인식표(認識票, dog tag)는 군인의 이름, 군번 등이 새겨져 있는 얇은 금속판이다. 각 장병의 고유한 군번과 그밖의 신원 정보가 들어있고, 군인의 신분증 역할을 한다. 전시에 하나를 전사자에게 남겨두고, 다른 하나는 소속부대에 보고하기 위한 목적으로 인원당 두 개씩 지급된다.
대한민국에서는 현역으로 복무하는 장교와 병사는 항시 인식표를 몸에 지니고 있어야 하며, 예비군은 전투복 상의 왼쪽 주머니에 보관하도록 하고 있다.

## 역사

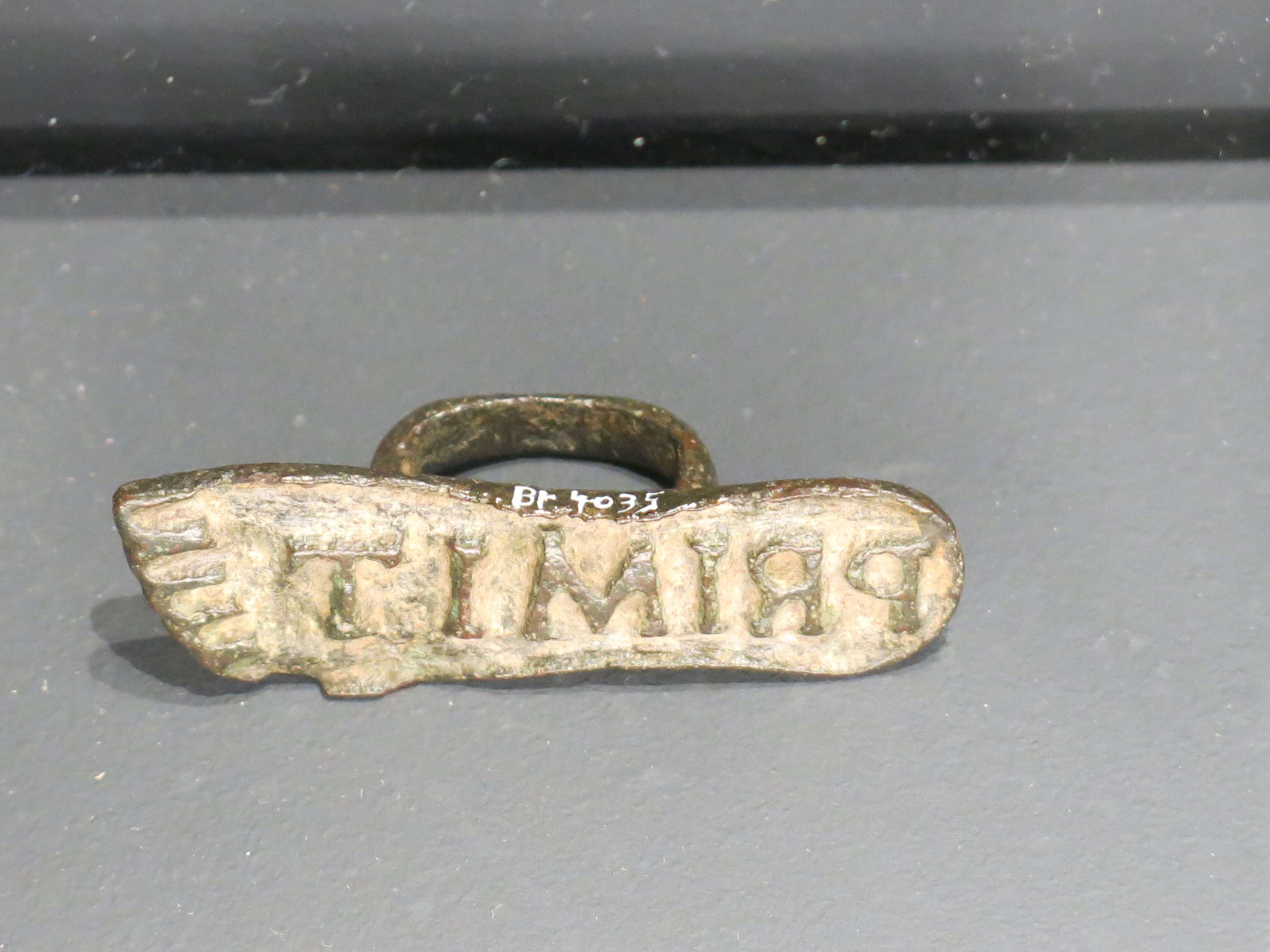
Signaculum

인식표에 대한 가장 최초의 언급은 스파르타인들이 왼쪽 손목에 묶인 막대기에 자신들의 이름을 적은 Polyaenus (Stratagems 1.17)에서 유래되었다. 로마 군단병은 등록하게 된다면 인식표 ("signaculum")의 한 종류가 주어졌다. 군단병 "signaculum"은 가죽 끈이 달린 납 원반으로, 신병의 이름과 신병이 속한 군단의 표시가 있었다. 이 절차는 신병 목록의 등록과 함께 4개월의 보호관찰 기간 ("probatio")이 시작될 때 이루어졌다. 신병은 보호관찰 기간이 끝날 때 충성 맹세 ("sacramentum")를 한 후에야 군인의 지위를 얻었는데, 이는 법적 관점에서 "signaculum"이 더 이상 민간인은 아니지만 아직 정식 군인이 되지 않은 대상에게 주어졌다는 것을 의미한다.
최근에는 19세기 중반부터 중국 군인들에게 인식표가 보급되었다. 태평천국의 난 (1851–66) 동안, 제국주의자들 (즉, 중국 제국군 정규 병사들)과 군복을 입은 태평천국의 반란군들은 모두 자신의 이름, 나이, 생년월일, 부대, 그리고 입대 날짜가 적힌 목제 인식표를 허리띠에 달았다.

### 미국 남북 전쟁
1861년부터 1865년까지 미국 남북전쟁 동안, 몇몇의 군인들은 자신들의 전투복 뒤쪽에 자신들의 이름과 집 주소가 적힌 종이 쪽지를 붙였고 다른 군인들은 배낭에 자신의 신분을 새기는 경우가 있었다.
이에 따라 인식표의 제조업자들은 시장을 인식하고 정기 간행물에 광고하기 시작했다. 그들은 인식표에 군인의 이름과 부대가 새겨 판매하였다. 인식표는 구멍이 있는 놋쇠나 납으로 만들어졌고, 보통 (한 쪽에는) 독수리나 방패가 있었고, "연합을 위한 전쟁"이나 "자유, 연합, 평등"과 같은 문구들이 있었다. 다른 쪽에는 군인의 이름과 부대, 그리고 때로는 그가 참전했던 전투들의 목록이 새겨져있었다.

### 프랑스-프로이센 전쟁

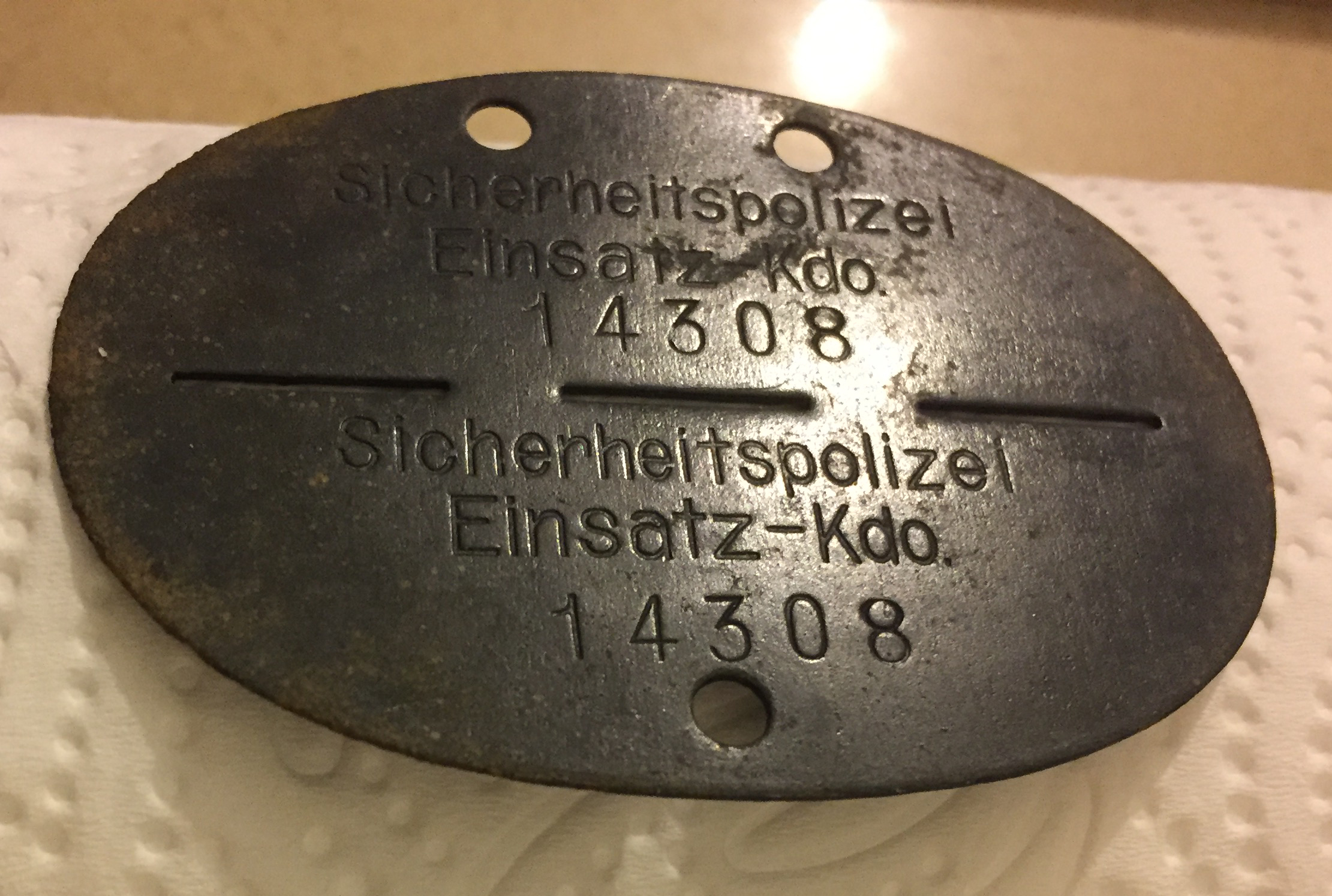
Einsatzgruppen SD 인식표

1866년 오스트리아-프로이센 전쟁에서 프로이센 군인들은 인식표를 다는 것이 보편화되어 있었다. 하지만, 많은 사람들이 그들의 삶에 나쁜 징조로 인식표를 거부하였다. 그래서 거의 8,900명의 프로이센 사상자가 발생한 쾨니히그레츠 전투 이후 8개월 후까지, 그들 중 오직 429명만이 인식표를 착용하고 있었다. 1867년 북독일 연방의 형성과 함께, 프로이센의 군사 규정은 모든 북독일 회원국의 군대에 구속력을 갖게 외었고 1869년 4월 29일에 발행된 프로이센 지침 (über das Sanitätswesen der Arme im Felde, 즉 육군 전장의 의료단 조직에 대한 지침)에 의해 인식표 (당시 에르켄눙스마케; 문자 그대로 "인식 마크"라고 불림)는 전장에 배치되기 전에 각 군인들에게 배포되어야 했다. 프로이센 군대는 1870년 프로이센 프랑스-프로이센 전쟁이 시작될 때 그들의 군대를 위해 인식표를 발행하였다. 그들은 Hundemarken (독일어로 "개 꼬리표"에 해당하는)라는 별명이 붙었고, 비슷한 시기에 프로이센의 수도 베를린에서 돈을 주고 인식표를 구매할 수 있었다.

### 제1차 세계 대전
영국 육군은 1907년에 신분증 대신에 알루미늄 디스크 형태의 신분증을 도입했는데, 일반적으로 연합 창고에서 재미 박람회에서 흔히 볼 수 있는 것과 비슷한 기계를 사용하여 자신의 신분을 한 글자씩 얇은 금속에 눌러 넣었다.
1916년 9월 육군 명령 287호는 영국 육군이 모든 군인들에게 자신의 신분을 담은 가황 석면 섬유로 만들어진 두 개의 인식표를 제공였는데, 둘 다 더운 기후에서 착용하기에 편안하다는 장점이 있었다. 첫 번째 인식표인 8각형의 녹색 디스크는 목 주위에 긴 코드에 부착된 형태였고 두 번째 태그인 원형의 빨간색 디스크는 첫 번째 태그에 매달려 있는 6인치 코드에 나사산으로 끼워져 있었다. 첫 번째 태그는 향후 신원 확인을 위해 시신에 남아 있도록 의도되었고, 두 번째 태그는 사망을 기록하기 위해 사용되었다.
영국군과 제국군, 영연방군(호주, 캐나다, 뉴질랜드)은 1차 대전, 2차 대전 및 한국 기간 동안 기본적인 패턴의 동일한 신분증을 발급받았지만, 공식 신분증은 팔찌와 같은 민간 구매 품목으로 자주 보완되었다.
미 육군은 1906년 12월 20일자로 된 전쟁부 일반명령 제204호에서 최초로 식별태그를 승인했으며, 이는 케네디 식별태그를 기본적으로 규정하고 있다.
은화 반 달러 크기에 적당한 두께의 알루미늄 인식표는 착용자의 이름, 계급, 중대, 연대 또는 군단이 찍힌 야전 키트를 착용할 때마다 육군의 각 장교와 사병들이 착용하게 되며, 이 태그는 목, 옷 아래, 태그의 작은 구멍을 통해 통과하는 줄 또는 끈으로 목에 걸리게 된다. 이는 제복의 일부로 규정되어 있으며, 본 문서에서 지시하는 대로 착용하지 않을 때는 습관적으로 소유자의 소유로 보관된다. 이 태그는 사병들에게는 무상으로, 장교들에게는 비용을 지불하고 지급된다.
미 육군은 1916년 7월 6일 규정을 변경하여 모든 병사들에게 사망 후 신원확인 목적과 기록 보관을 목적으로 두 개의 태그를 발급할 것을 명시했다. 1918년, 미 육군은 이름과 서비스 번호는 식별 태그에 찍도록 명령하였다..

## 국가별 편차

### 대한민국
한국군은 타원형의 끝이 찍혀 있는 긴 직사각형 모양의 인식표 2개를 발행하고 있으며, 인식표는 볼 체인으로 목에 달고 있다. 인식표에는 다음과 같은 내용이 포함되어 있습니다:
- 지부 (육군, 공군, 해군, 해병대)
- 군번. 처음 두 자리는 군생활 시작 연도를 나타내고 나머지 여덟 자리는 개인의 특정 단위를 나타냄
- 이름
- 혈액군 뒤에 Rh인자를 나타냄

#### 군번
- 장교

- 일반사관: 1로 시작하는 5자릿수

- 육군

- 육군사관학교: 00-10000 ~ 00-10250
- 국군간호사관학교: 00-10251 ~ 00-10350
- 육군3사관학교: 00-10351 ~ 00-11000
- 학군사관: 00-11001 ~ 00-13800
- 학사장교: 00-13801 ~ 00-15900
- 간부사관: 00-15901 ~ 00-16000

- 해군

- 해군사관학교: 00-10000 ~ 00-10150
- 학군사관: 00-10151 ~ 00-10300
- 학사장교: 00-10301 ~ 00-10500

- 해병대

- 해군사관학교: 00-10000 ~ 00-10150
- 학군사관: 00-10151 ~ 00-10800
- 학사장교: 00-10801 ~ 00-11000

- 공군

- 공군사관학교: 00-10000 ~ 00-10150
- 학군사관: 00-10151 ~ 00-10300
- 학사장교: 00-10301 ~ 00-10500

- 전문사관: 2로 시작하는 5자릿수

- 전문사관: 00-20000 ~ 00-29999

- 준사관: 3으로 시작하는 5자릿수

- 준사관: 00-30000 ~ 00-39999

- 부사관: 5로 시작하는 6자릿수

- 육군

- 특전부사관: 00-500000 ~ 00-520000
- 현역부사관: 00-520001 ~ 00-530000
- 민간부사관: 00-530001 ~ 00-580000
- 임기제부사관: 00-580001 ~ 00-590000

- 해군

- 해군부사관: 00-510000 ~ 00-520000

- 해병부사관: 00-520001 ~ 00-530000

- 공군

- 공군부사관: 00-500000 ~ 00-510000

- 병: 7로 시작하는 8자릿수

- 육군

- 지상작전사령부(동부전선) 예하 신병교육대: 00-71000000 ~ 00-72000000
- 지상작전사령부 예하 신병교육대: 00-72000001 ~ 00-73000000
- 지상작전사령부(서부전선) 예하 신병교육대: 00-73000001 ~ 00-74000000
- 육군훈련소(일반 및 의무경찰, 카투사 포함): 00-76000000 ~ 00-77000000

- 해군

- 해군교육사령부 기초군사교육단

- 현역병: 00-71000000 ~ 00-71500000
- 상근예비역병: 00-71500001 ~ 00-72000000

- 해병대 교육훈련단

- 현역병: 00-72000000 ~ 00-72500000
- 상근예비역병: 00-72500001 ~ 00-73000000

- 해양경찰청 의무경찰: 00-73000001 ~ 00-73999999

- 공군

- 해군교육사령부 기본군사교육단

- 현역병: 00-70000000 ~ 00-70999999

- 사회복무요원(사회복무요원, 산업기능요원, 전문연구요원, 예술체육요원 ): 9로 시작하는 7자릿수

- 사회복무요원: 00-9000000 ~ 00-9999999

## 같이 보기
- 미국남북전쟁
- 프랑스-프로이센 전쟁
- 제 1차 세계대전

## 참고문헌
| 전쟁 | 세계1차대전 |